# ヴァスコ・ダ・ガマ級フリゲート
| ヴァスコ・ダ・ガマ級フリゲート             | ヴァスコ・ダ・ガマ級フリゲート                                | ヴァスコ・ダ・ガマ級フリゲート                                |
| ------------------------------------------ | ------------------------------------------------------------- | ------------------------------------------------------------- |
| アルヴァレス・カブラル(NRP Álvares Cabral) |                                                               |                                                               |
| 艦級概観                                   |                                                               |                                                               |
| 艦種                                       | フリゲート                                                    | フリゲート                                                    |
| 艦名                                       | ポルトガルの探検家                                            | ポルトガルの探検家                                            |
| 運用者                                     | ポルトガル海軍                                                | ポルトガル海軍                                                |
| 就役期間                                   | 1990年 - 現在                                                 | 1990年 - 現在                                                 |
| 前級                                       | アルミランテ・ペレイラ・ダ・シルヴァ級 (米ディーレイ級派生型) | アルミランテ・ペレイラ・ダ・シルヴァ級 (米ディーレイ級派生型) |
| 次級                                       | バルトロメウ・ディアス級 (旧蘭カレル・ドールマン級)           | バルトロメウ・ディアス級 (旧蘭カレル・ドールマン級)           |
| 性能要目                                   |                                                               |                                                               |
| 排水量                                     | 基準: 2,920トン                                               | 基準: 2,920トン                                               |
| 排水量                                     | 満載: 3,200トン                                               |                                                               |
| 全長                                       | 115.9 m                                                       | 115.9 m                                                       |
| 全幅                                       | 14.8 m                                                        | 14.8 m                                                        |
| 吃水                                       | 6.2 m                                                         | 6.2 m                                                         |
| 機関                                       | CODOG方式                                                     | CODOG方式                                                     |
| 機関                                       | MTU 12V1163 TB83ディーゼルエンジン (4,420 bhp)                | 2基                                                           |
| 機関                                       | LM2500ガスタービンエンジン (30,000 shp)                       | 2基                                                           |
| 機関                                       | 可変ピッチ・プロペラ                                          | 2軸                                                           |
| 速力                                       | 31.75ノット                                                   | 31.75ノット                                                   |
| 航続距離                                   | 4,000海里 (18kt巡航時)                                        | 4,000海里 (18kt巡航時)                                        |
| 乗員                                       | 士官23名＋下士官44名＋兵115名                                 | 士官23名＋下士官44名＋兵115名                                 |
| 兵装                                       | 55口径100mm単装砲                                             | 1基                                                           |
| 兵装                                       | ファランクス 20mmCIWS                                         | 1基                                                           |
| 兵装                                       | 70口径20mm単装機銃                                            | 2基                                                           |
| 兵装                                       | シースパロー短SAM 8連装発射機                                 | 1基                                                           |
| 兵装                                       | ハープーンSSM 4連装発射筒                                     | 2基                                                           |
| 兵装                                       | 324mm3連装短魚雷発射管                                        | 2基                                                           |
| 艦載機                                     | スーパーリンクス Mk.95                                        | 2機                                                           |
| C4I                                        | STACOS戦術情報処理装置                                        | STACOS戦術情報処理装置                                        |
| レーダー                                   | DA-08 対空捜索用                                              | 1基                                                           |
| レーダー                                   | MW-08 3次元式                                                 | 1基                                                           |
| レーダー                                   | STIR 180 射撃指揮用                                           | 2基                                                           |
| ソナー                                     | SQS-510 船底装備式                                            | SQS-510 船底装備式                                            |
| 電子戦・ 対抗手段                          | APECS-II/AR-700 電波探知妨害装置                              | APECS-II/AR-700 電波探知妨害装置                              |
| 電子戦・ 対抗手段                          | Mk.137 6連装デコイ発射機                                      | 2基                                                           |
| 電子戦・ 対抗手段                          | AN/SLQ-25 対魚雷デコイ装置                                    |                                                               |

ヴァスコ・ダ・ガマ級フリゲート  (ポルトガル語: Fragata classe Vasco da Gama, 英: Vasco da Gama class frigate)はポルトガル海軍のフリゲート。MEKO 200型フリゲートの設計を採用しており、MEKO 200 PN型としてドイツにおいて建造された。1991年から3隻が就役している。

## 来歴
1960年代から1970年代にかけてのポルトガルの植民地戦争に対応するため、同国海軍は、比較的簡素な装備の小型フリゲートや揚陸艦を大量に建造していた。1960年代には、アメリカ海軍のディーレイ級をモデルにしたアルミランテ・ペレイラ・ダ・シルヴァ級や、フランス海軍のコマンダン・リヴィエル級をモデルにしたジョアン・ベーロ級といった中型フリゲートも建造されてはいたものの、植民地戦争の戦費負担や、1974年のカーネーション革命を受けた植民地一斉独立に伴う経済混乱などを受けて、装備の更新や改修工事などは実現せず、実質的には漁業監視などに充当するのが精一杯の状態となっていた。
植民地戦争の終結に伴って、1976年には北大西洋条約機構（NATO）での任務を重視した方針変更がなされたが、そのためには、NATOの水準まで艦隊を近代化する必要があった。これを受けて、1980年代初頭にはフリゲートの国産化が検討されるようになったものの、これも同様の経済的課題に直面することとなった。1982年には、オランダ海軍のコルテノール級フリゲートの準同型艦3隻の建造が計画された。これはNATO諸国のコンソーシアムからの資金援助を受けて、1番艦はオランダで、残り2隻はポルトガル国内で建造する予定とされていた。しかし1984年8月、この計画はキャンセルされた。
その後、スペインからの提案が棄却されたのち、西ドイツのブローム・ウント・フォス社が輸出用に開発したMEKO 200型フリゲートが俎上に載せられることになった。同型は1980年代後半からのトルコ海軍の運用開始によってNATOに導入されており、既にコストパフォーマンスの優秀さで知られていた。1986年7月25日、3隻の建造契約が締結された。建造費用の40パーセントはNATO諸国のコンソーシアム（アメリカ合衆国、カナダ、西ドイツ、ノルウェー、オランダ）からの援助によって賄われており、この援助がなければ実現は困難であったといわれている。

## 設計

### 船体
上記の経緯より、本級はMEKO 200型の設計を採用しており、中央船楼型やV字型煙突、モジュール化などの特徴がある。またフォークランド紛争の戦訓などを反映して、ステルス性や抗堪性の向上を図った「MEKO mod.III」コンセプトの初適用艦となった。
MEKO mod.IIIでは、各種配管や配線の設計を見直してシースキマーなどに対する抗堪性を強化し、艦内区画の独立性を高めて冗長性を確保するとともに、枢要区画には、高張力鋼とケブラーなどのアラミド繊維を貼り合わせたLWSP（Low Weight Splinter Protection）装甲が導入されている。船体・上部構造物はいずれも鋼製とされており、船体は12個の水密区画に区分されている。レーダー反射断面積低減のため、外壁には7度の傾斜が付されているほか、煙突からの赤外線を抑制する措置も講じられている。

### 機関
主機は、MTU 12V1163 TB83ディーゼルエンジン（単機出力4,420馬力）とゼネラル・エレクトリック LM2500-30ガスタービンエンジン（単機出力30,000馬力）2基ずつをCODOG方式に配して2軸の可変ピッチ・プロペラを駆動する構成とされた。漂泊状態から2分で32ノットの最大戦速に達することができる。なお本級はフィンスタビライザーを備えており、20ノット航走時のローリングの90パーセントを抑制できるとされている。
電源としては、MTU 8V396 TB53ディーゼルエンジンを原動機とする発電機4セットが搭載されており、合計出力は2,480キロワットを確保した。

## 装備

### C4ISR
STACOS戦術情報処理装置を搭載し、リンク 11に対応する。またサイコム200統合通信システムおよびMNS-2000航法システムを備えている。全艦がインマルサットB衛星通信装置を搭載しているが、軍用衛星に接続するためのSCOT-3衛星通信装置は1セットしかなく、3隻が適宜に交代で搭載している。なお本級は旗艦設備を備えている。
レーダーとしては、対空捜索用のDA-08、3次元式のMW-08、航法用の1007型を搭載した。またソナーとしてはSQS-510をハル・ドームに収容して搭載したほか、将来的に曳航ソナーを追加装備する余地が確保されている。

### 武器システム
煙突直後の上部構造物上には、シースパロー（RIM-7M/P）個艦防空ミサイルのMk.29 mod.1 8連装ミサイル発射機が設置されている。またESSMのためのVLSへの換装も可能とされている。個艦防空ミサイルと艦砲の射撃指揮のため、艦橋上と煙突直前にSTIR 180火器管制レーダーが1基ずつ備えられている。
艦砲としては55口径100mm単装速射砲（Mle.68 CADAM）を搭載した。これはMEKO型フリゲートとしては唯一の採用例である。また格納庫上にはファランクス 20mmCIWSも設置されている。このCIWSは、魚雷とともにアメリカから提供された。計画段階では船楼甲板前端部にシーゼニス 25mmCIWSを搭載する案もあったが、これは実現せず、同部には必要に応じて20mm機銃を設置することとなっている。
対潜兵器としては、艦中部両舷に324mm3連装短魚雷発射管（Mk.32 mod.5）を備えており、Mk.46 mod.5短魚雷を発射できる。また艦対艦ミサイルとしては、ハープーン・ブロック1Bの4連装発射筒2基を艦橋直後の上部構造物上に搭載する。

### 艦載機
本級は、ポルトガル海軍初の航空機搭載艦艇である。格納庫は中型ヘリコプター2機を収容できるスペースが確保されているが、実際の搭載機はスーパーリンクス Mk.95哨戒ヘリコプター1機とされている。

## 同型艦

### 一覧表
| #    | 艦名                                      | 造船所 | 起工            | 進水            | 就役            |
| ---- | ----------------------------------------- | ------ | --------------- | --------------- | --------------- |
| F330 | ヴァスコ・ダ・ガマ NRP Vasco da Gama      | B+V    | 1989年 2月2日   | 1989年 6月26日  | 1990年 11月20日 |
| F331 | アルヴァレス・カブラル NRP Álvares Cabral | HDW    | 1989年 6月2日   | 1990年 5月2日   | 1991年 1月18日  |
| F332 | コルテ・レアル NRP Corte-Real             | HDW    | 1989年 10月20日 | 1991年 11月22日 | 1992年 2月1日   |

### 運用史
本級の運用は3年周期とされており、18ヶ月の即応配備、3ヶ月の訓練期間および6ヶ月の修繕期間からなっている。ヨーロッパ諸国の海軍の中でも比較的小規模なポルトガル海軍において、本級は、オランダ海軍の退役艦を取得したカレル・ドールマン級フリゲートとともに、最有力の戦闘艦のひとつである。NATO即応部隊にしばしば加わっており、また、ソマリア沖の海賊に対する派遣任務も経験している。
なお、就役20年目となる2011年より、個艦防空ミサイルのESSMへの換装などの近代化改装が計画されており、より長期に渡って運用は継続される予定である。

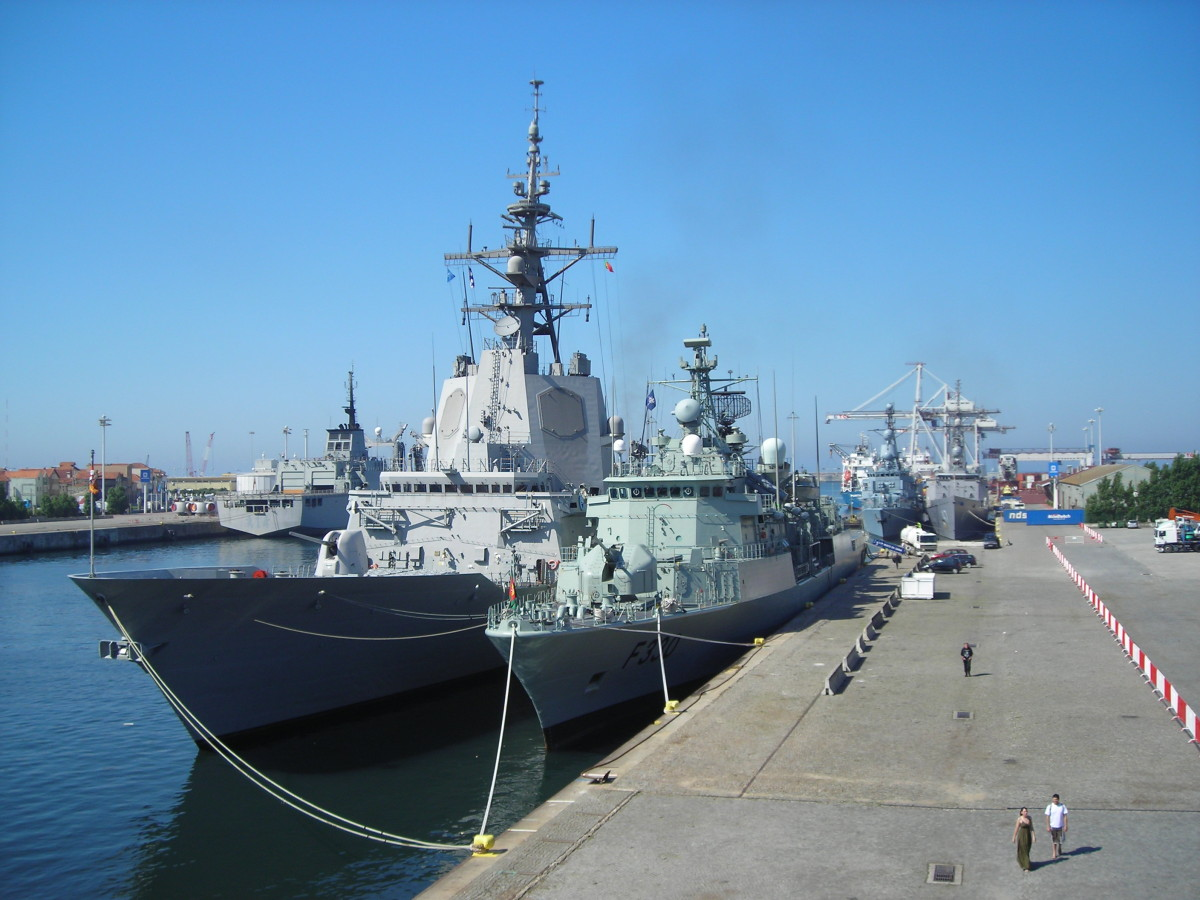
「ヴァスコ・ダ・ガマ」（右）とスペイン海軍のアルバロ・デ・バサン級フリゲート「ブラス・デ・レゾ」（左）
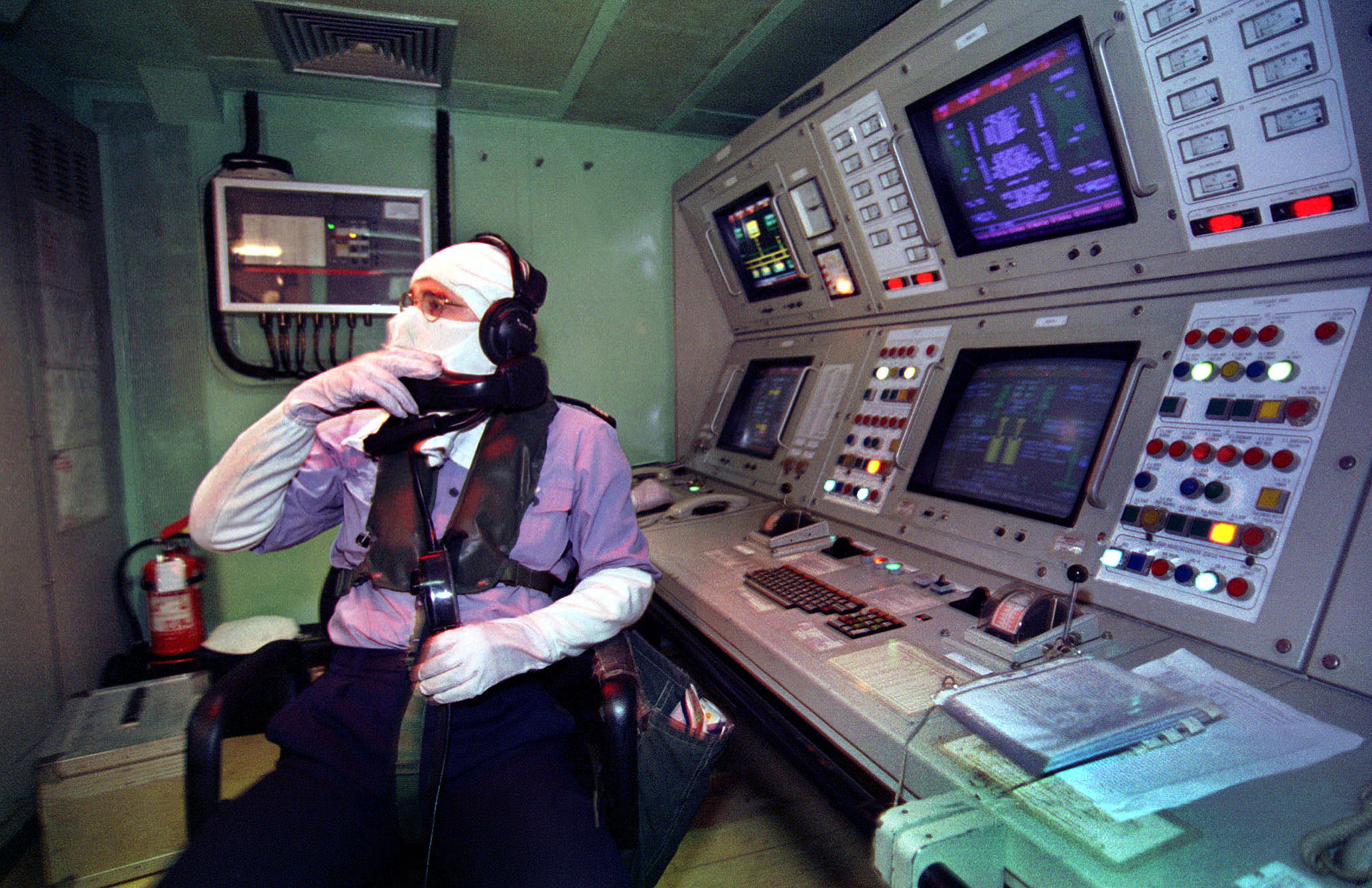
「ヴァスコ・ダ・ガマ」の主機操縦室
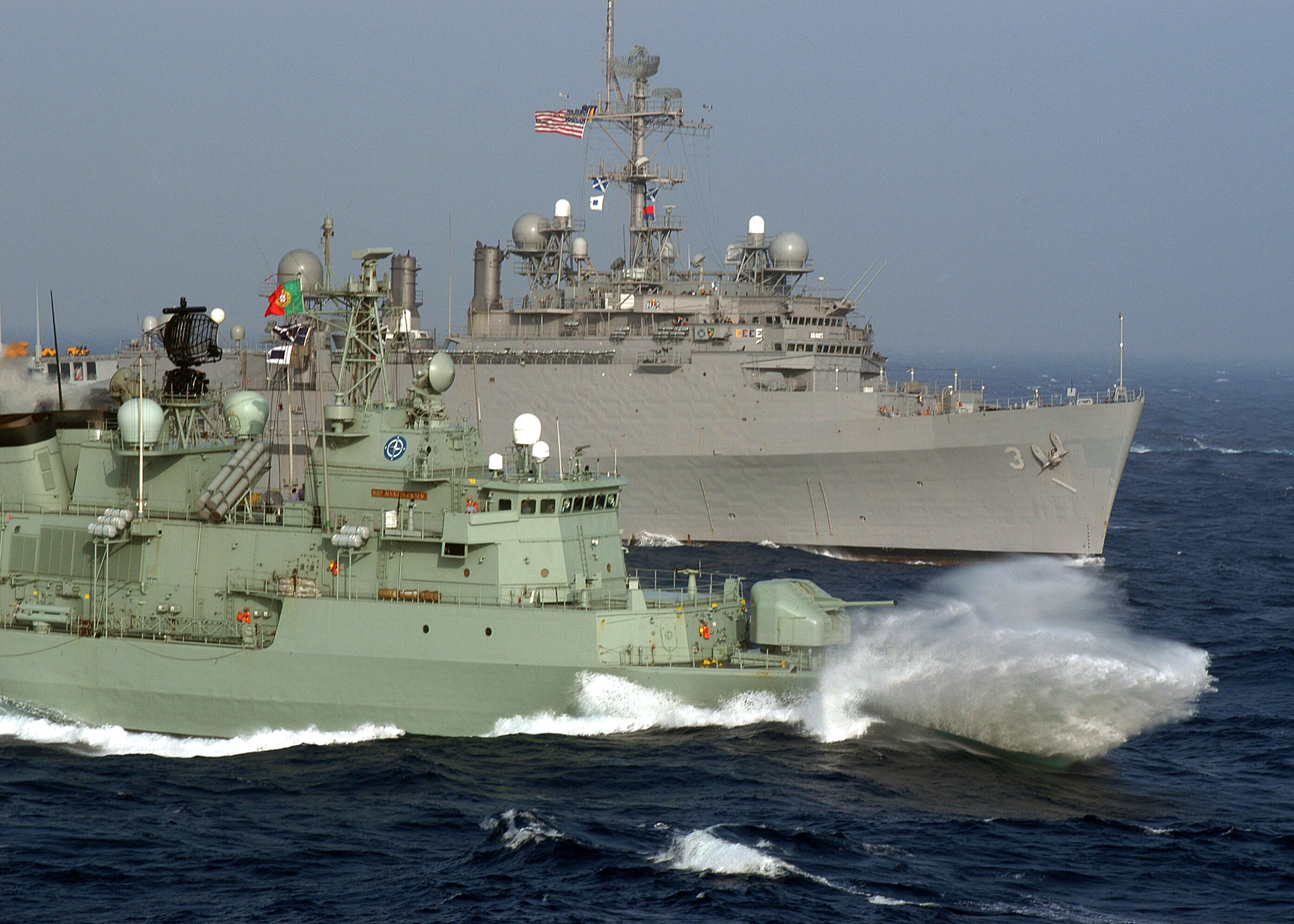
2004年に撮られた「アルヴァレス・カブラル」。奥の艦はアメリカ海軍の揚陸艦「ラサール」
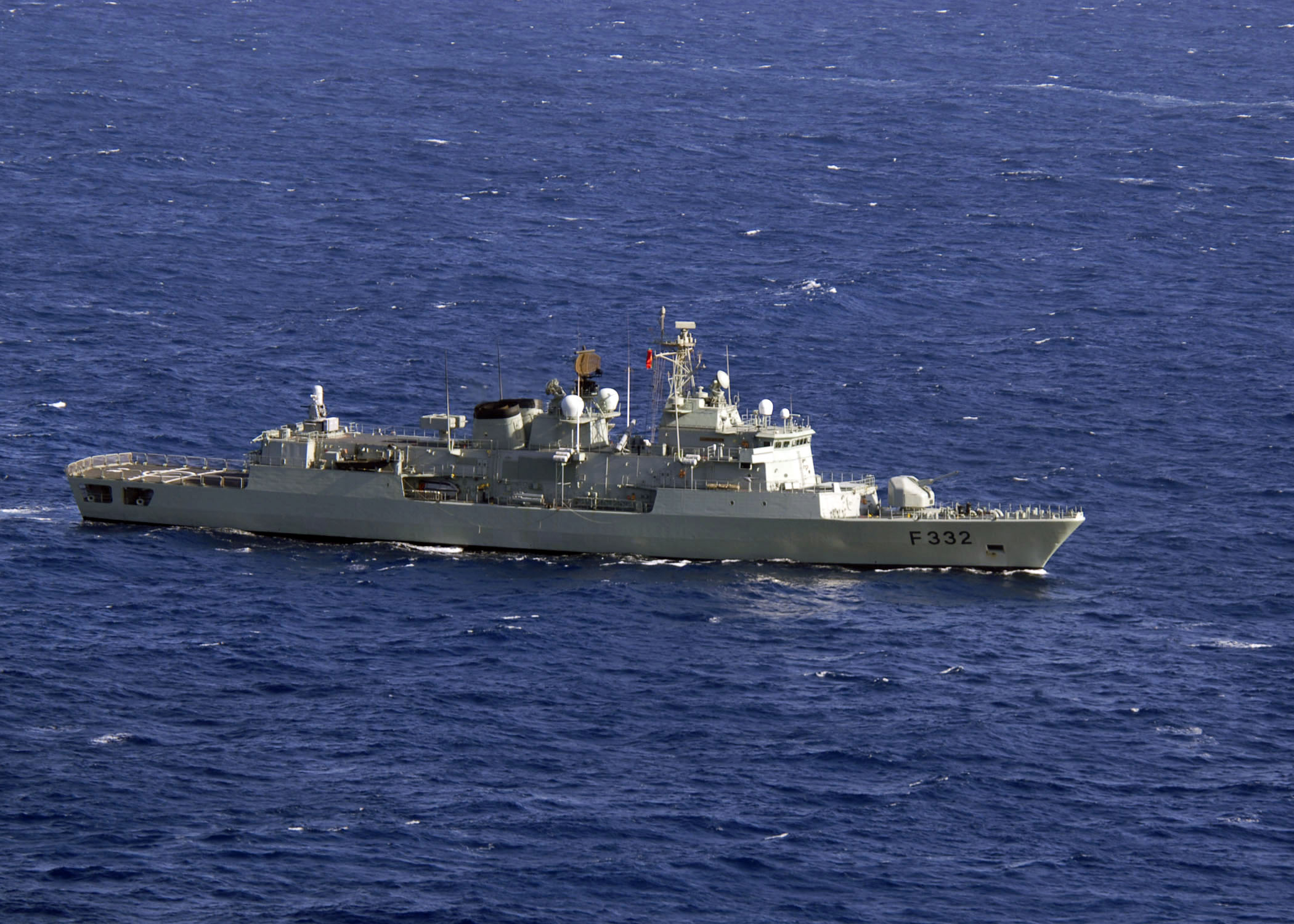
2008年に撮られた「コルテ・レアル」